# Gottfried III. (Eppstein)
Gottfried III. von Eppstein, der Jüngere (* um 1222 oder um 1227; † 1293 oder nach dem 4.  September 1294) war ein Adliger der jüngeren Linie des Hauses Eppstein. Die Eppsteiner, denen im Spätmittelalter der Aufbau einer der bedeutendsten Adelsherrschaften in Hessen gelang und die bereits um 1200 reich begütert in Spessart, Taunus und Wetterau waren, waren als Herren hochadlig und stellten im 13. Jahrhundert gleich vier Mainzer Erzbischöfe und Kurfürsten.

## Familie
Gottfried III. war der Sohn von Gottfried II. von Eppstein und dessen Frau Elisabeth von Isenburg-Cleeberg.
Er heiratete vor 1253 Mechthild/Mathilde von Isenburg-Wied (* ?; † um 1280), eine Tochter von Graf Bruno II. von Isenburg-Braunsberg. Außerdem ist bekannt, dass er nach dem 28. März 1280 eine morganatische Verbindung mit Sezele Fleming (* ?, † ?) hatte.
Aus der Ehe mit Mechthild/Mathilde von Isenburg-Wied gingen folgende Kinder hervor:
- Gerhard V. von Eppstein (* etwa 1253; † nach dem 6. Dezember 1294)[7], verheiratet seit 1294 mit Elisabeth (der Mittleren) von Hessen (1276–1306), einer Tochter von Heinrich I. von Hessen[8]
- Elisabeth[3][9][10] (* etwa 1253; † nach 1320[3]) ⚭ Robin von Kobern
- Mechthild[7]/Mathilde (* etwa 1254[7]; † 1303) ⚭ Philipp III. von Falkenstein
- Siegfried von Eppstein[3] (* etwa 1256[3]; † 1332) ⚭ Isengard von Falkenstein
- Gottfried (* etwa 1258; † 1329/30)[3]

Aus der morganatische Verbindung mit Sezele Fleming stammen folgende Kinder:
- Gottfried (* ?; † 24. Februar 1360)[3]
- NN (Sohn) (* ?, † ?)[3]
- Aleidis (* ?, † ?)[3]

## Leben
Nach Einschätzung von Otto Renkhoff führte Gottfried III. ein kraftvolles und umsichtiges Regiment. Er beteiligte sich an den Landfriedensbestrebungen und hat seine territorialen Ansprüche gegenüber Adolf von Nassau, dem späteren König, durchzusetzen versucht. Er ließ um 1282/83 das Eppsteinische Lehensverzeichnis aufstellen, das noch heute als wichtige Quelle zur Geschichte der Familie und ihres Besitzes dient.